# سخان حمل حراري

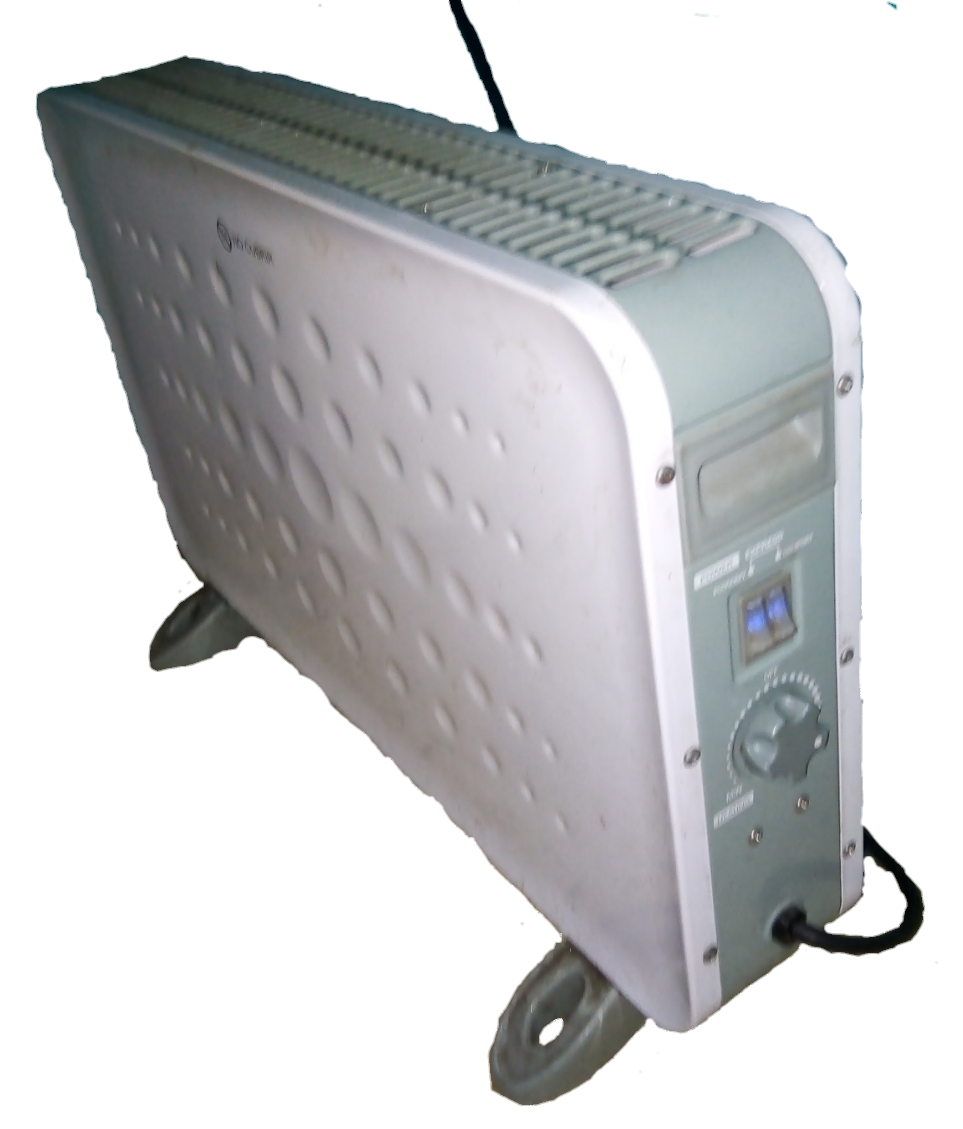
سخان حراري للاستخدام في غرفة واحدة.

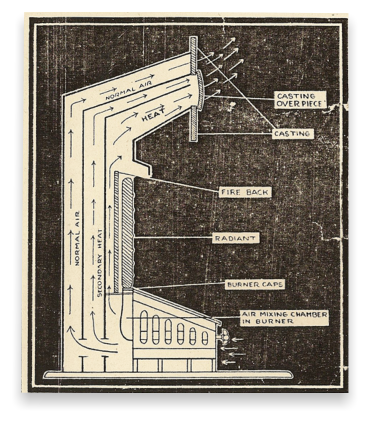
رسم توضيحي لسخان حمل حراري النموذجي

سخان حمل حراري أو مسخن بالحمل الحراري هو نوع من السخانات التي تستخدم تيارات الحمل لتسخين الهواء وتدويره. تنتشر هذه التيارات في جميع أنحاء جسم الجهاز وعبر عنصر التسخين الخاص به. تعمل هذه العملية ، وفقًا لمبدأ التوصيل الحراري ، على تسخين الهواء ما يقلل كثافته بالنسبة للهواء البارد ويتسبب في ارتفاعه. 
تزيح جزيئات الهواء الساخن جزيئات الهواء البارد نحو جهاز التسخين. نتيجة لذلك ، يجري تسخين الهواء البارد المزاح وتقل كثافته ويرتفع ويكرر الدورة.